# Jacques Gouin de Beauchêne
Pour les articles homonymes, voir Gouin et Beauchêne.
Jacques Gouin de Beauchêne ou Beauchesne (selon une graphie ancienne), né à Saint-Malo le 2 janvier 1652 et mort dans cette même ville le 26 juillet 1730, est un corsaire, navigateur et explorateur français.

## Biographie
Fils ainé de Jacques Ier Gouin de Beauchesne (1620-1664) et de Julienne Richomme dame des Vignes (1630-1668). Il est le frère ainé de l'armateur François-Auguste Gouin qui a été maire de Saint-Malo. 
Il devient officier de marine.

### Première tentative de voyage vers les Mers du Sud par Jean-Baptiste de Gennes (1695-1696)
En 1695, Jean-Baptiste de Gennes (vers 1656-1705) a proposé d'établir une base française sur la côte du Pacifique de l'Amérique du Sud pour conquérir les mines d'argent du Pérou. L'idée d'un commerce vers l'Amérique du Sud des côtes de l'Océan Pacifique est né des récits des pirates et des flibustiers qui étaient revenus de la Mer du Sud en passant par le détroit de Magellan. Une société comprenant 85 actionnaires est formée à la Cour dont Vauban, Villars, le duc de Chaulnes et le duc de Nevers, la princesse de Conti, la marquise de Montespan, a recueilli 183 833 livres tournois. Cinq navires sont armés et partent de La Rochelle sous le commandement de de Gennes le 3 juin 1695. Il passe par la rivière de Gambie, relâche dans la baie de Rio de Janeiro et arrive le 11 février 1696 à l'entrée du détroit de Magellan mais il tente deux fois de le franchir, sans succès à cause des vents. Il abandonne et va croiser plusieurs mois dans la mer des Antilles où il capture 5 bateaux anglais, dont le Didaper qu'il conduit au port de Saint-Pierre, à la Martinique. Ses bâtiments arrivent à La Rochelle le 21 avril, sauf celui de Porée qui arrive plus tard. Cette expédition n'est pas une réussite financière,,.

### Voyage dans les Mers du Sud (1698-1701)
Après la signature des traités de Ryswick, le 20-21 septembre 1697, les armateurs malouins vont s'intéresser au commerce vers les mers du Sud. Le 4 mars 1698, Noël Danycan et Jean Joudan de Groucé, homme d'affaires parisien, ont écrit à Pontchartrain pour « faire des découvertes » et d'« établir une colonie française » sur les côtes américaines de l'Océan Pacifique non occupées par les Européens. En 1698, il participe à la fondation de la Compagnie de la Mer du Sud, avec Jean Jourdan de Groucé, Samuel Bernard et Jean-Baptiste de Gennes, pour ouvrir au commerce français les côtes du Chili et du Pérou. Les exigences du roi amènent Jean-Baptiste de Gennes à se retirer de l'expédition. La Compagnie équipe deux vaisseaux de 50 canons, le Phelypeaux et le Maurepas, la frégate la Bonne Nouvelleet une barque de 200 tonneaux qui a coulé à la première tempête. En tant que capitaine du Phelypeaux, Gouin de Beauchêne est le commandant de l'expédition qui quitte la France le 17 décembre 1698.  Les deux navires sont séparés pendant la traversée de l'océan Atlantique. Le 9 juin 1699, il jette l'ancre dans la baie de los Nodales (es) (qu'il nomme baie d'Esperlans), près de l'entrée de Port Désiré. Le 24 juin, il entre dans le détroit de Magellan et relâche dans la baie de Boucault[Laquelle ?]. Le 3 juillet, il arrive à Port Famine où il a des relations amicales avec les Amérindiens. Il découvre une île « marquée sur aucune carte » avec deux bons havres qu'il baptise « Port Dauphin  » d'après Louis, le Grand Dauphin et Port de Phélypeaux d'après le ministre de la marine Louis II Phélypeaux de Pontchartrain. Il prend possession de l'île et lui donne le nom d'île de « Louis le Grand » en l'honneur de Louis XIV. Un an après son départ, il a relevé le plan du détroit de Magellan. Après une croisière fructueuse le long de la côte du Chili et du Pérou, visitant les îles Galápagos. Sur le chemin du retour, il passe le cap Horn, le 9 janvier 1701. Dix jours plus tard, il découvre l'île qui porte son nom, l'île Beauchêne à 30 milles nautiques au sud de l'archipel des îles Malouines le 19 janvier. L'expédition revient au port de La Rochelle le 6 août 1701. 
Pas plus que celle de de Gennes, cette expédition n'a pas été financièrement intéressante car les autorités espagnoles se sont opposées à tout commerce. Cependant elle a permis aux Malouins qui y avaient des intérêts minoritaires d'y placer leurs officiers de marine comme Jacques Gouin de Beauchesne, leurs matelots, et de connaître les routes des Mers du Sud,,,. 
Il est le premier français à franchir le cap Horn d'ouest en est. Alain Porée a été le premier Français à affronter le cap Horn, dans l'autre sens, d'est en ouest, sur le Notre-Dame-de-l'Assomption en 1703,.
En 1700, la mort du roi d'Espagne, Charles II, va ouvrir une période d'incertitude, puis de conflit avec la guerre de Succession d'Espagne, avant le retour de cette expédition.

### Après 1701
Il est par la suite nommé lieutenant général de l'Amirauté de Saint-Malo, président des fermes, sénéchal de Saint-Malo et capitaine général des garde-côtes en ce quartier.
Il initie également des échanges commerciaux entre la France, le Pérou et le Chili. La bibliothèque de l'Assemblée nationale conserve différents manuscrits de lui.
Il meurt à Saint-Malo le 26 juillet 1730.

## Famille
- Jacques Ier Gouin de Beauchesne (1620-1664) marié à Julienne Richomme dame des Vignes (1630-1668)
  - Jacques Gouin de Beauchesne
  - François-Auguste Gouin

## Hommages
- Île Beauchêne, dans les îles Malouines.
- Rue Gouin de Beauchesne, à Saint-Malo.